# ガートルードのレシピ
『ガートルードのレシピ』は、草川為による少女漫画。『LaLa DX』（白泉社）で2000年11月号から2001年7月号まで連載。『LaLa』2001年8月号の読み切り掲載を経て、同年10月から掲載誌を『LaLa』に移して連載開始。2003年5月号まで連載された。全5巻。本編の他に『LaLa DX』に掲載された番外編読み切りが5本ある。

## あらすじ
様々な悪魔の身体の一部（パーツ）を繋ぎ合わせて作られた人造悪魔の少年ガートルードは、自分の製法を記した『ガートルードのレシピ』を探していた。身体を取り戻そうと襲ってくる悪魔に追われて辿り着いた廃屋で、ガートルードは女子高生・佐原漱と出会う。

## 登場人物
声優名はCDドラマのもの。

### 主要人物
ガートルード
声：石田彰
本作の主人公。クロードが狂気に囚われるままに様々な悪魔の身体の一部（パーツ）を繋ぎ合わせて造った人造悪魔。そのため悪魔たちからは「ツギハギ悪魔」と揶揄されている。銀色の髪と青い瞳を持つが、外出時は目立つためか帽子をかぶっている。身長178cm。
パーツを取り戻しに来る悪魔に狙われながら、自分の製法を記した『ガートルードのレシピ』を探して長い旅を続けている。
プッペンとマリオットに追われて辿り着いた廃屋で、漱と出会い、行動を共にするうちに好意を抱く。
力のある悪魔から選りすぐったパーツを組み合わせて造られたため、潜在能力は高く、本性は凶悪。満月の夜には本性が出やすくなり、それを抑えようとすると体内に邪気が溜まって体調を崩したり、滲み出てきた邪気により髪が黒く変色する。
一度、満月の夜に暴走し、博識屋を木っ端微塵にしてしまった。
自分の血で物体に「Frailty thy name is xxx」（弱き者よ、汝の名は×××なり）と一文を記し、自分の優位を示すことでその物体を操る。（シェイクスピア「ハムレット」の、「Frailty, thy name is woman!（弱きもの，汝の名は女なり）」から来ていると思われる）「×××」には操りたい物体の名前が入る。身体の全てが他の悪魔の一部で、心以外何一つとして自分のものがないため、自我に固執している。
彼の肉体は、製作者であるクロードの妻・ハロンと、その双子の姉「ガートルード」、そして人造悪魔のガートルードの三人で共有していたものだった。ガートルードの肉体に、姉に殺害されたハロンと自害した「ガートルード」の魂が入った衝撃でガートルードが目覚めることとなった。以後三人で肉体を共有することになるが、結局主導権を握ったのは人造悪魔のガートルードである。
当初は姉の「ガートルード」が表に出ることが多かったため、そちらを読んだ名前が人造悪魔の名前でもあると勘違いされた。満月の夜になると暴走する凶悪な本性は、ハロンと「ガートルード」の魂が融合したもので、今は個人の魂の形が失われ、ただの負の塊であるエネルギーになっている。
彼自身は自分の中のほかの魂の存在を知らず、本性について確かめるために長年自らの製法書（レシピ）を捜し求めていた。
右耳はプッペン、左耳（ピアスをしている）はマリオット、左目はカーティス、左手はジリのものであることが判明している。

佐原 漱（さはら すすぎ）
声：氷上恭子
偶然ガートルードと出会った女子高生。身長155cm。ガートルードたちには「サハラ」と呼ばれる。大胆不敵で度胸があり、さっぱりとした性格。ガートルードと行動を共にし、好意を抱くようになる。
死亡した兄の久作の身体を乗っ取っていたクロードによって「レシピ」本文は彼女の骨に移されていた。ガートルードは彼女とレシピを分離する方法を求めるが、彼女が無事で済まない場合は彼女を取り、レシピを諦める決断をしている。久作（クロード）の策略により両親や兄とガートルードを天秤にかけさせられるが、彼女はどちらも諦められず両方を手に入れることを望んだ。
クロードの術式によって命が危うくなるが、逆にガートルードを一度犠牲にする形で助けられる。その後、手に付着したガートルードの血液により、消滅した彼を呼び起こすことに成功した。

プッペン
声：岩田光央
パーツ（右耳）を取り戻すためにガートルードを追いかけてきた悪魔。身長約180cm。好んで人形に憑く。明るく陽気で言動が幼く、食いしん坊で憎めない性格。ガートルードに負けてからはパーツをすっぱりと諦め、行動を共にするようになる。普段は歌うか食べるか落書きするか（ガートルード談）。人間に化けて放課後の学校に侵入し、美術部員として部活動に勤しんでいる。相棒はマリオットで、博識屋に馬鹿にされ続けている。

マリオット
声優：茶風林
パーツ（左耳）を取り戻すためにガートルードを追いかけてきた悪魔。身長約185cm。好んで人形に憑く。ガートルードが左耳だけピアスなのは、彼がピアスをしている為。ガートルードに負けてからはパーツをすっぱりと諦め、行動を共にするようになる。ガートルード達の世話を焼く事と家事が趣味で、「悪魔は基本的に自由」と口にしたプッペンの言葉に衝撃を受けるほどの苦労性。相棒のプッペンに美味しい物を食べさせるのが生き甲斐。いつも持ち歩いている斜め賭けバッグには、愛と苦労が詰まっている。人間に化けて放課後の学校に侵入し、家庭科部員として部活動に勤しんでいる。

カーティス
パーツ（左目）を取り戻すためにガートルードを襲ってきた悪魔。常にスーツで黒いネクタイ、長い金髪を首の後ろで縛っている。人間をたぶらかし、無理な契約をさせた挙げ句、相手が破滅するのを見るのが好きという、非常に模範的な悪魔。以前騙した人間から「レシピ（ただし外側のみ）」を手に入れた。不自由な生き方をするガートルードに興味を持っている。一度は左目を狙ってガートルードを襲うが、逆に撃退された。その後ガートルードに依頼され、クロードの元へ戻るサハラの護衛を勤める。
最終話では博識屋でバイトをしており、無断入店をしようとした悪魔を撃退している。
いつも黒いネクタイを身につけているのは誰かの喪に服しているといわれていて、その人物は短編集「レクイエム」に登場した占い師のチェルシー＝アン＝ブラウンだと思われる。彼は一度アンと、彼女の魂と引き換えに左目を貸す契約を結ぶが、彼女と過ごすうちにアンの魂を奪うことを惜しむようになる。アン殺害を依頼されたヴィクトールから彼女を守った所で、殺害依頼をした占い師に目の前でアンを殺害されてしまう。そのときアンの肉体を離れた魂を、カーティスは奪うことなく見送った。この一件で左目を失い、以後百年、左目を探し続ける。

佐原 久作（さはら きゅうさく）
サハラの9つ違いの兄。身長176cm。大学で民俗学ゼミの助手をしている、控えめで目立たない人物。ややシスコン気味。本物の彼は7歳の時にイギリスで事故死しており、その際にクロードに身体を乗っ取られる。

クロード
ガートルードの製作者。悪魔の落とした身体の一部を蒐集し、新たな悪魔を造り出した。死後は魂だけがこの世に留まっていたが、久作が事故死した際にその身体を乗っ取り、サハラの兄として人生をスタートさせた。ガートルードの中で融合している亡き妻ハロンとその姉ガートルードの魂を切り離すため、ガートルードとサハラの命を利用する。

### その他の悪魔等
フーニー
声：西村朋紘
スクープを探している手の平サイズの使い魔。ガートルードを調査していて、逆に捕まってしまう。今はしっぺいの小屋に居候中。

コールマン
声：櫻井孝宏
情報屋を営む悪魔。フーニーのマスター。サハラがガートルードにとってどれ位意味を持つのかを調べるため、サハラを誘拐する。ゴーレムを操る。

チェロック
クロードに騙されて、ガートルードにないパーツ（シッポ）を取り戻しに来た悪魔。火を操る。

マーサ
空間のひずみに店を構える、悪魔と好事家の人間向けの本屋・博識屋の店主。通称は博識屋。時々客を喰らい、相手の全てを知識として吸収する悪癖を持つ。前髪の下はすごいギョロ目らしい。

ハロン
クロードの妻。故人。人間の父親と悪魔の母親の間に生まれた半魔。魔力はほとんどないが身体は丈夫で力持ちの明るい女性で、クロードと愛し合っていた。

ガートルード
ハロンの双子の姉。故人。人間と悪魔のハーフでありながら魔力が高く、身体がそれに耐えきれなくなっていた。別の何かになりたいと望み、ハロンと自分を殺して魂となり、人造悪魔の中に入り込んだ。

ジリ
パーツ（左腕）を取り戻すためにガートルードを襲ってきた悪魔。サハラの高校に音楽教師として入り込んだ。音楽を使って催眠をかけたり、物を飛ばしたりして攻撃する。番外編「音楽室の悪魔」に登場。

ヴィクトール
黒髪の悪魔。カーティスの友人。世界一の占い師になると予言されたチェルシー＝アンの殺害を依頼される。チェルシー＝アンの魂は既にカーティスと譲渡契約済みだった為、逆にカーティスに魂を奪われる。番外編「レクイエム」に登場。

### その他の人物等
しっぺい
佐原家の飼い犬。昔話の「しっぺい太郎」から命名された。眉毛があってとぼけた外見をしているが、賢い犬。ガートルードに懐いている。最終的には、家を出た久作（クロード）についていくことになった。

ジェラルド
1960年代のカナダに住む少年。妹ノラの手術費用を捻出するため、雪男を捕まえようとガートルードに協力を依頼する。番外編「雪男の棲む山」に登場。

チェルシー＝アン＝ブラウン
19世紀末のイギリスに住む占い師の少女。自らに訪れる死を予言する。その死に誰も巻き込まないように占いの精度を上げるため、カーティスの左目を借りる契約をする。番外編「レクイエム」に登場。

小波（こなみ）
家庭科部部長。少ない予算を美術部と奪い合っている。番外編「部活動の詩」に登場。

辻（つじ）
美術部部長。プッペンの正体に気付いて、見て見ぬふりをしている。番外編「部活動の詩」に登場。

湯島 慶人（ゆしま けいと）
霊感に自信のある小学五年生。一月半前に亡くなった祖父が姿を見せてくれないことに不満を抱いている。番外編「少年慶人の第六感」に登場。

## CDドラマ
『HCD ガートルードのレシピ』
2002年4月25日にマリン・エンタテインメントより発売されたCDドラマ。原作の第1話・第2話とおまけ編が収録されている。
声の出演
- ガートルード：石田彰
- 佐原漱：氷上恭子
- プッペン：岩田光央
- マリオット：茶風林
- フーニー：西村朋紘
- コールマン：櫻井孝宏

CDデータ
- 型番：MMCC-7022
- 価格：2,800
- 発売日：2002年4月25日
- 発売元：白泉社
- 販売元：マリン・エンタテインメント
- 販売協力：パイオニアLDC（現：ジェネオンエンタテインメント）

## 書誌情報
単行本
- ガートルードのレシピ1　2001年07月10日　ISBN 978-4592177852
- ガートルードのレシピ2　2002年02月10日　ISBN 978-4592176978
- ガートルードのレシピ3　2002年11月10日　ISBN 978-4592176985
- ガートルードのレシピ4　2003年07月10日　ISBN 978-4592176992
- ガートルードのレシピ5　2003年10月10日　ISBN 978-4592175513

文庫本
- ガートルードのレシピ1　2011年01月14日　ISBN 978-4592888536
- ガートルードのレシピ2　2011年01月14日　ISBN 978-4592888543